# 歡迎來我家
《歡迎來我家》（日语：ようこそ、わが家へ），為日本作家池井戶潤所創作的日本小説。原作於文藝雜誌《文藝Post》的2005年秋季號至2007年冬季號連載，共6回。經過增幅及修改並收錄村上貴史撰文的解說，於2013年7月5日於小學館發行文庫版小說。2014年8月由NHK廣播第1頻率改編為廣播劇，2015年4月由富士電視台系改編為連續劇。

## 小說登場人物

### 倉田家
以神奈川縣橫濱市都區茅崎的「港北New Tower」為故事發生的舞台。
- 倉田太一

本作品主角。今年52歳。原為銀行副行長，之後轉至中堅企業「中野電子零件製造」擔任該公司的總務部長。
- 倉田珪子

太一的妻子。熱中於地方志工活動的虔誠基督教徒。
- 倉田健太

太一與珪子的長男。私立大學2年級生、在電視製作公司打工。
- 倉田七菜

太一與珪子的長女。高中3年級生。

### 中野電子零件製造
- 西澤攝子

總經理。30餘歲，單親家庭出身的資深主管。
- 真瀬

營業部長。約55歳。
- 平井

營業部課長。40餘歲。
- 江口浩規

配送課員工。

## 廣播劇
2014年8月31日至10月5日於NHK廣播第1頻率「新週日名作座」播出，全劇共6集。

### 演出
- 西田敏行
- 竹下景子

### 製作群
- 角色：佐藤瞳
- 音樂：日高哲英
- 導演：藤井靖
- 技術：西田俊和
- 音響效果：岩崎進

## 電視劇
《歡迎來我家》2015年4月13日至6月15日止，每週一晚間9:00～9:54於富士電視台週一晚間九點「月9」時段播出，由初次演出月9劇的相葉雅紀主演。原作的主角為倉田太一，連續劇版的主角改為長男倉田健太。

## 劇情概要
個性溫厚的公司職員在車站勸告某個男人不要插隊後，之後開始被跟蹤騷擾，甚至在自家房間發現遭人裝設竊聽器；父親在公司因揭發不法行為而備受排擠；妹妹與前男友分手後，前男友仍不斷在她面前出現，讓她不勝其擾。面對家人接二連三狀況不斷，他決定挺身而出尋求解決之道…

## 登場人物

### 主要人物
- 倉田健太：相葉雅紀（幼少時期：堀越太耀）（香港配音：曹啟謙）

29歲，書籍封面設計師。對自己的設計能力無法得到上司認同感到心灰意冷。
- 神取明日香：澤尻英龍華（香港配音：張頌欣）

地方情報雜誌「圓風」記者。連續劇原創角色。
- 倉田太一：寺尾聰（香港配音：朱子聰）

57歲，中澤電子總務部部長。
- 倉田珪子：南果歩（香港配音：沈小蘭）

51歲，家庭主婦。陶藝教室學員。
- 倉田七菜：有村架純[5]（香港配音：黃昕瑜）

21歲，大學生。個性與哥哥健太完全不同，形成顯明對比。

### 圓城出版社
- 蟹江秀太朗：佐藤二朗（香港配音：蕭徽勇）

神取任職的情報雜誌社總編輯。連續劇原創角色。

### 太一的相關人物

#### 中野電子零件製造
- 西澤攝子：山口紗彌加（香港配音：黃淑芬）

中野電子總務部派遣員工。
- 真瀬博樹：竹中直人（香港配音：招世亮）

中野電子營業部長。
- 平井光雄：戶田昌宏（香港配音：陳廷軒）

中野電子配送課長。
- 持川徹：近藤芳正（香港配音：劉昭文）

中野電子社長。
- 森藤若葉：田中美麗（日语：田中美麗）（SUPER☆GiRLS）（香港配音：凌晞）

中野電子新人員工。
- 高橋重成：橋本稜（School Zone）（香港配音：李安邦）

中野電子新人員工。

#### 青葉銀行
- 八木通春：高田純次（香港配音：盧國權）

人事部代理部長。太一任職銀行時期的同事。
- 村井：小市慢太郎（第7－9集）（香港配音：馮錦堂）

青葉銀行中野分行融資課長。

### 珪子的相關人物

#### 陶藝教室
- 波戸清治：眞島秀和（香港配音：蘇強文）

陶藝教室講師。
- 下村民子：堀内敬子（香港配音：蔡惠萍）

名媛主婦。珪子在陶藝教室的好友。
- 松原：村松恭子（香港配音：陸惠玲）

珪子在陶藝教室的好友。
- 中嶋：歌川雅子（香港配音：袁淑珍）

珪子在陶藝教室的好友。

### 七菜的相關人物
- 保原萬里江：足立梨花（香港配音：何璐怡）

七菜的朋友。因嫉妒曾與辻本交往的七菜，扮成「無名氏」襲擊七菜，誤傷了挺身保護七菜的健太，之後遭警方逮捕（第7集）。此角色為原創，原作為男性，姓名為「田邊寬」，是健太打工地點的同事。
- 辻本正輝：藤井流星（Johnny's WEST）（香港配音：鍾見麟）

七菜的前男友。志向是成為會計師。

### 警察
- 木下巡査：夙川原子（本名：田中博之）（香港配音：麥皓豐）
- 牧方刑事：乃木亮介（香港配音：李錦綸）
- 尾村刑事：俵山峻（School Zone）（香港配音：張方正）

### 其他人物
- 清水：光石研（第1集）（香港配音：盧國權）
- 田邊覺：今井隆文（第1集）（香港配音：陳灝瑋）
- 阿久津：遠藤要（第4－5集）（香港配音：劉奕希）

襲擊明日香的犯人。之後遭警方逮捕（第5集）。
- 計程車公司營業所長：不破萬作（第5集）（香港配音：林國雄）
- 江口：渡部秀（第6集）（香港配音：黃積權）
- 穿連帽衣的男子→赤崎信士：市川猿之助（完結篇）（香港配音：麥皓豐）

## 播出日程及收視率
- 收視率最高值以紅色表示，收視率最低值以蓝色表示。

| 集數                                                    | 播出日期 | 標題                                           | 導演     | 收視率 | 備註       |
| ------------------------------------------------------- | -------- | ---------------------------------------------- | -------- | ------ | ---------- |
| 第1集                                                   | 4月13日  | 恐怖遊戲從今晚開始                             | 中江功   | 13.0%  | 延長15分鐘 |
| 第2集                                                   | 4月20日  | 令人困惑的犯人畫像及謎題的動機                 | 中江功   | 11.4%  | 延長15分鐘 |
| 第3集                                                   | 4月27日  | 終於捕捉到跟蹤狂的真面目                       | 中江功   | 12.0%  |            |
| 第4集                                                   | 5月4日   | 跟縱狂超接近！全家人終於開始反擊了             | 谷村政樹 | 10.0%  |            |
| 第5集                                                   | 5月11日  | 出現犧牲者！最弱英雄隨即挺身而出               | 中江功   | 11.9%  |            |
| 第6集                                                   | 5月18日  | 絕對會保護妹妹！與卑劣的跟蹤狂直接對決！       | 谷村政樹 | 12.3%  |            |
| 第7集                                                   | 5月25日  | 刺殺健太的人是誰？犯人的真面目即將揭曉！       | 中江功   | 13.4%  |            |
| 第8集                                                   | 6月1日   | 對不起，我沒能保護媽媽                         | 相澤秀幸 | 13.2%  |            |
| 第9集                                                   | 6月8日   | 就是你做的沒錯吧。絕對不會讓你逃走的           | 谷村政樹 | 12.8%  |            |
| 完結篇                                                  | 6月15日  | 恐怖的日子終於結束了！所有謎團的真相將要揭曉？ | 中江功   | 15.0%  | 延長15分鐘 |
| 平均收視率12.5%（收視率由Video Research於關東地區統計） |          |                                                |          |        |            |

## 製作群
- 原作：池井戸潤《歡迎來我家》（小學館文庫）
- 劇本：黑岩勉
- 導演：中江功、谷村政樹、相澤秀幸
- 主題曲：嵐「青空の下、キミのとなり」
- 製作人：羽鳥健一
- 製作：富士電視台

## 外部連結
- 小學館原著小說官方網站 （页面存档备份，存于）（日語）
- NHK廣播劇官方網站 （页面存档备份，存于）（日語）
- 富士電視台官方部落格 （页面存档备份，存于）（日語）
- 富士電視台官方網站 （页面存档备份，存于）（日語）

| 日本 富士電視台 週一晚間九點連續劇 | 日本 富士電視台 週一晚間九點連續劇          | 日本 富士電視台 週一晚間九點連續劇 |
| ---------------------------------- | ------------------------------------------- | ---------------------------------- |
|                                    | 歡迎來我家 （2015年4月13日－2015年6月15日） |                                    |
| （2015年1月19日－2015年3月23日）   | （2015年7月20日－2015年9月14日）            |                                    |

| 香港 TVB日劇台 星期六 15:30－17:30、19:30－21:25及23:30－01:30 | 香港 TVB日劇台 星期六 15:30－17:30、19:30－21:25及23:30－01:30 | 香港 TVB日劇台 星期六 15:30－17:30、19:30－21:25及23:30－01:30 |
| -------------------------------------------------------------- | -------------------------------------------------------------- | -------------------------------------------------------------- |
|                                                                | 歡迎來我家 （2015年9月26日－2015年10月24日）                   |                                                                |
| （2015年9月19日）                                              | （2015年10月31日－2015年12月5日）                              |                                                                |